# Paolo Cozzi (calciatore)
Paolo Cozzi (Rho, 11 gennaio 1974) è un allenatore di calcio ed ex calciatore italiano, di ruolo difensore.

## Carriera

### Giocatore
Cresciuto nella Fiorentina, non debutta nella prima squadra viola ma il suo esordio fra i professionisti avviene nella Serie B 1994-1995 quando gioca con il Cosenza. In seguito milita ancora in cadetteria nell'Avellino, nell'Empoli (dove conquista la promozione in Serie A) e nel Foggia.
Nelle file dei pugliesi inizia la stagione 1998-1999, la prima per lui nel campionato di Serie C1, senza raccogliere alcuna presenza prima di trasferirsi nel mese di gennaio al Marsala, dove segna il suo unico gol fra i professionisti. A fine stagione passa al Monza, dove gioca altri due tornei cadetti ed uno di terza serie. 
In seguito prende parte ad altri due campionati di terzo livello con il Taranto, prima di chiudere col professionismo dopo un anno alla Cisco Roma in Serie C2. Nel 2005-2006 ha vinto il campionato di serie D col Varese.
In carriera ha totalizzato 172 presenze in Serie B.

### Allenatore
Nel 2010 è entrato nello staff tecnico di Devis Mangia. Con la Primavera del Varese arriva alla finale scudetto persa contro la Roma.
Nel 2011 passa al Palermo sempre come collaboratore di Mangia e sempre nella massima categoria giovanile, seguendo il tecnico sulla panchina della prima squadra dopo l'esonero di Stefano Pioli. L'intero staff viene esonerato a fine dicembre.
Nel 2012 viene ingaggiato nello staff tecnico della nazionale under-21 come vice, sempre di Mangia. Continua nella stagione 2013-2014 a seguire Mangia come vice anche a Spezia, dopo l'esonero di Stroppa avvenuto il 14 dicembre 2013: curioso che dopo 3 gare di campionato lo Spezia si ritrova a San Siro ad affrontare il Milan per gli ottavi di coppa Italia, e proprio causa la squalifica di Mangia è proprio Cozzi a tenere la squadra per i 90 minuti. Per la cronaca, lo Spezia ha perso 3-1.
Il 4 novembre 2015, contestualmente all'arrivo di Mangia sulla panchina dell'Ascoli in seguito all'esonero di Petrone, viene nuovamente assunto come allenatore in seconda della società marchigiana. Sul finire del campionato, a seguito delle dimissioni per motivi di salute di Mangia, guida transitoriamente la squadra.
A settembre 2016 viene assunto dal Benevento, come vice di Marco Baroni.
Nel luglio 2019 passa come vice allenatore al Venezia, nello staff di Alessio Dionisi. Segue il tecnico toscano anche nelle esperienze all'Empoli e al Sassuolo. Il 25 febbraio 2024, viene esonerato dalla società insieme al tecnico toscano. Nel giugno 2024 lo segue anche al Palermo.

## Palmarès

### Giocatore

#### Competizioni nazionali
- Serie D: 1

Varese: 2005-2006